# Sydafrika vid världsmästerskapen i simsport 2024
Sydafrika tävlade vid världsmästerskapen i simsport 2024 i Doha i Qatar mellan den 2 och 18 februari 2024. Sydafrika hade en trupp på 62 idrottare, varav 37 kvinnor och 25 män.

## Medaljörer
| Medalj | Namn          | Sport   | Gren                        | Datum       |
| ------ | ------------- | ------- | --------------------------- | ----------- |
| Brons  | Pieter Coetze | Simning | Herrarnas 200 meter ryggsim | 16 februari |

## Tävlande per sport
Följande är en lista över antalet tävlande per sport.
| Sport                | Herrar | Damer | Totalt |
| -------------------- | ------ | ----- | ------ |
| Konstsim             | 0      | 8     | 8      |
| Simhopp              | 1      | 3     | 4      |
| Simning              | 5      | 8     | 13     |
| Vattenpolo           | 15     | 15    | 30     |
| Öppet vatten-simning | 4      | 3     | 7      |
| Totalt               | 25     | 37    | 62     |

## Konstsim
Damer
| Idrottare                                                                                       | Gren                | Kval     | Kval      | Final            | Final            |
| Idrottare                                                                                       | Gren                | Poäng    | Placering | Poäng            | Placering        |
| ----------------------------------------------------------------------------------------------- | ------------------- | -------- | --------- | ---------------- | ---------------- |
| Jessica Hayes-Hill Laura Strugnell                                                              | Fritt parprogram    | 0DNS0    | 0DNS0     | Gick inte vidare | Gick inte vidare |
| Jessica Hayes-Hill Laura Strugnell                                                              | Tekniskt parprogram | 0DNS0    | 0DNS0     | Gick inte vidare | Gick inte vidare |
| Holly De Bruyn Ella Huang Phindy Makhaye Tayla-Jade van Huyssteen Casey Williams Sarah Williams | Tekniskt lagprogram | 118,8650 | 17        | Gick inte vidare | Gick inte vidare |

## Simhopp
Herrar
| Idrottare    | Gren      | Kval   | Kval      | Final            | Final            |
| Idrottare    | Gren      | Poäng  | Placering | Poäng            | Placering        |
| ------------ | --------- | ------ | --------- | ---------------- | ---------------- |
| Anathi Shozi | 1 m svikt | 128,45 | 45        | Gick inte vidare | Gick inte vidare |

Damer
| Idrottare      | Gren      | Kval   | Kval      | Semifinal        | Semifinal        | Final            | Final            |
| Idrottare      | Gren      | Poäng  | Placering | Poäng            | Placering        | Poäng            | Placering        |
| -------------- | --------- | ------ | --------- | ---------------- | ---------------- | ---------------- | ---------------- |
| Bailey Heydra  | 1 m svikt | 201,35 | 29        | —                | —                | Gick inte vidare | Gick inte vidare |
| Zalika Methula | 1 m svikt | 181,05 | 35        | —                | —                | Gick inte vidare | Gick inte vidare |
| Bailey Heydra  | 3 m svikt | 206,40 | 42        | Gick inte vidare | Gick inte vidare | Gick inte vidare | Gick inte vidare |
| Julia Vincent  | 3 m svikt | 247,80 | 16 Q      | 280,90           | 10 Q             | 279,40           | 9                |

## Simning
Herrar
| Idrottare                                                | Gren            | Heat    | Heat      | Semifinal        | Semifinal        | Final            | Final            |
| Idrottare                                                | Gren            | Tid     | Placering | Tid              | Placering        | Tid              | Placering        |
| -------------------------------------------------------- | --------------- | ------- | --------- | ---------------- | ---------------- | ---------------- | ---------------- |
| Clayton Jimmie                                           | 50 m frisim     | 22,33   | 31        | Gick inte vidare | Gick inte vidare | Gick inte vidare | Gick inte vidare |
| Chad le Clos                                             | 100 m frisim    | 49,04   | 18        | Gick inte vidare | Gick inte vidare | Gick inte vidare | Gick inte vidare |
| Chad le Clos                                             | 50 m fjärilsim  | 23,47   | 13 Q      | 23,68            | 16               | Gick inte vidare | Gick inte vidare |
| Chad le Clos                                             | 100 m fjärilsim | 52,04   | 8 Q       | 51,70            | 5 Q              | 51,48            | 5                |
| Chad le Clos                                             | 200 m fjärilsim | 0DNS0   | 0DNS0     | Gick inte vidare | Gick inte vidare | Gick inte vidare | Gick inte vidare |
| Matthew Sates                                            | 200 m frisim    | 1.47,98 | 27        | Gick inte vidare | Gick inte vidare | Gick inte vidare | Gick inte vidare |
| Matthew Sates                                            | 100 m fjärilsim | 52,52   | 16 QO     | 51,99            | 10               | Gick inte vidare | Gick inte vidare |
| Matthew Sates                                            | 200 m fjärilsim | 1.56,40 | 6 Q       | 1.55,88          | 7 Q              | 1.57,23          | 8                |
| Matthew Sates                                            | 200 m medley    | 2.00,28 | 10 Q      | 2.01,21          | 16               | Gick inte vidare | Gick inte vidare |
| Matthew Sates                                            | 400 m medley    | 4.25,04 | 17        | —                | —                | Gick inte vidare | Gick inte vidare |
| Pieter Coetze                                            | 50 m ryggsim    | 24,75   | 4 Q       | 24,46            | 3 Q              | 24,59            | 4                |
| Pieter Coetze                                            | 100 m ryggsim   | 53,32   | 1 Q       | 53,07            | 2 Q              | 53,51            | 5                |
| Pieter Coetze                                            | 200 m ryggsim   | 1.57,90 | 3 Q       | 1.57,07          | 8 Q              | 1.55,99          | 3                |
| Matthew Randle                                           | 100 m bröstsim  | 1.01,80 | 28        | Gick inte vidare | Gick inte vidare | Gick inte vidare | Gick inte vidare |
| Matthew Randle                                           | 200 m bröstsim  | 2.16,10 | 22        | Gick inte vidare | Gick inte vidare | Gick inte vidare | Gick inte vidare |
| Pieter Coetze Matthew Randle Chad le Clos Clayton Jimmie | 4×100 m medley  | 3.37,29 | 16        | —                | —                | Gick inte vidare | Gick inte vidare |

Damer
| Idrottare                                                      | Gren            | Heat       | Heat      | Semifinal        | Semifinal        | Final            | Final            |
| Idrottare                                                      | Gren            | Tid        | Placering | Tid              | Placering        | Tid              | Placering        |
| -------------------------------------------------------------- | --------------- | ---------- | --------- | ---------------- | ---------------- | ---------------- | ---------------- |
| Erin Gallagher                                                 | 50 m frisim     | 25,37      | 17        | Gick inte vidare | Gick inte vidare | Gick inte vidare | Gick inte vidare |
| Erin Gallagher                                                 | 100 m frisim    | 55,36      | 18 Q      | 54,53            | 11               | Gick inte vidare | Gick inte vidare |
| Erin Gallagher                                                 | 50 m fjärilsim  | 25,69      | 3 Q       | 25,86            | 6 Q              | 25,69            | 4                |
| Erin Gallagher                                                 | 100 m fjärilsim | 57,59 0AR0 | 3 Q       | 57,92            | 6 Q              | 57,83            | 7                |
| Emma Chelius                                                   | 50 m frisim     | 25,50      | 23        | Gick inte vidare | Gick inte vidare | Gick inte vidare | Gick inte vidare |
| Duné Coetzee                                                   | 200 m frisim    | 2.01,02    | 28        | Gick inte vidare | Gick inte vidare | Gick inte vidare | Gick inte vidare |
| Duné Coetzee                                                   | 400 m frisim    | 4.12,03    | 14        | —                | —                | Gick inte vidare | Gick inte vidare |
| Duné Coetzee                                                   | 800 m frisim    | 0DNS0      | 0DNS0     | —                | —                | Gick inte vidare | Gick inte vidare |
| Stephanie Houtman                                              | 1 500 m frisim  | 16.35,39   | 18        | —                | —                | Gick inte vidare | Gick inte vidare |
| Tayla Jonker                                                   | 50 m ryggsim    | 28,37      | 12 Q      | 28,48            | 15               | Gick inte vidare | Gick inte vidare |
| Milla Drakopoulos                                              | 100 m ryggsim   | 1.02,80    | 26        | Gick inte vidare | Gick inte vidare | Gick inte vidare | Gick inte vidare |
| Hannah Pearse                                                  | 200 m ryggsim   | 2.13,26    | 16 Q      | 2.13,29          | 15               | Gick inte vidare | Gick inte vidare |
| Lara van Niekerk                                               | 50 m bröstsim   | 30,28      | 4 Q       | 30,56            | 5 Q              | 30,47            | 4                |
| Lara van Niekerk                                               | 100 m bröstsim  | 1.07,61    | 14 Q      | 1.07,25          | 13 Q             | Gick inte vidare | Gick inte vidare |
| Milla Drakopoulos Lara van Niekerk Erin Gallagher Emma Chelius | 4×100 m medley  | 4.03,54    | 10        | —                | —                | Gick inte vidare | Gick inte vidare |

Mixat
| Idrottare                                                    | Gren           | Heat    | Heat      | Final            | Final            |
| Idrottare                                                    | Gren           | Tid     | Placering | Tid              | Placering        |
| ------------------------------------------------------------ | -------------- | ------- | --------- | ---------------- | ---------------- |
|                                                              | 4×100 m frisim | 0DNS0   | 0DNS0     | Gick inte vidare | Gick inte vidare |
| Pieter Coetze Lara van Niekerk Erin Gallagher Clayton Jimmie | 4×100 m medley | 3.48,03 | 10        | Gick inte vidare | Gick inte vidare |

## Vattenpolo
Sammanfattning
| Lag       | Gren                | Gruppspel            | Gruppspel            | Gruppspel               | Gruppspel | Slutspel             | Kvartsfinal          | Semifinal                            | Final / BM                                | Final / BM |
| Lag       | Gren                | Motståndare Resultat | Motståndare Resultat | Motståndare Resultat    | Placering | Motståndare Resultat | Motståndare Resultat | Motståndare Resultat                 | Motståndare Resultat                      | Placering  |
| --------- | ------------------- | -------------------- | -------------------- | ----------------------- | --------- | -------------------- | -------------------- | ------------------------------------ | ----------------------------------------- | ---------- |
| Sydafrika | Herrarnas turnering | Spanien · F 5–21     | Australien · F 7–29  | Kroatien · F 6–29       | 4         | —                    | —                    | 13:e–16:e plats · Brasilien · F 5–18 | Match om 15:e plats · Kazakstan · V 11–10 | 15         |
| Sydafrika | Damernas turnering  | Kanada · F 2–24      | Italien · F 3–25     | Storbritannien · F 5–14 | 4         | —                    | —                    | 13:e–16:e plats · Singapore · V 20–6 | Match om 13:e plats · Frankrike · F 8–19  | 14         |

### Herrarnas turnering
Spelartrupp
Följande är Sydafrikas trupp.
Tränare: Jon-Marc de Carvalho
- 1 Lwazi Madi MV
- 2 Farouk Mayman US
- 3 Niall Wheeler US
- 4 Cameron Laurenson US
- 5 Todd Howard US
- 6 Ross Stone US
- 7 Sven van Zyl US
- 8 Manqoba Bungane US
- 9 Dane Tucker US
- 10 Joshua Faber US
- 11 Matthew Neser US
- 12 Jonathan Swanepoel US
- 13 Gareth May MV
- 14 Liam Neill US
- 15 Janco Rademeyer US

Gruppspel
| Pos | Lag        | S | V | StrV | StrF | F | GM | IM | MS  | P | Kvalificering            |
| --- | ---------- | - | - | ---- | ---- | - | -- | -- | --- | - | ------------------------ |
| 1   | Spanien    | 3 | 3 | 0    | 0    | 0 | 46 | 20 | +26 | 9 | Kvartsfinal              |
| 2   | Kroatien   | 3 | 2 | 0    | 0    | 1 | 48 | 24 | +24 | 6 | Slutspel                 |
| 3   | Australien | 3 | 1 | 0    | 0    | 2 | 46 | 35 | +11 | 3 | Slutspel                 |
| 4   | Sydafrika  | 3 | 0 | 0    | 0    | 3 | 18 | 79 | −61 | 0 | Semifinal om plats 13–16 |

### Damernas turnering
Trupp
Tränare: Nicola Barrett
- 1 Meghan Maartens MV
- 2 Amber Penney US
- 3 Anna Thornton-Dibb US
- 4 Boati Motau US
- 5 Megan Sileno US
- 6 Amica Hallendorff US
- 7 Shakira January US
- 8 Esihle Zondo US
- 9 Ruby Versfeld US
- 10 Nicola Macleod US
- 11 Chloe Meecham US
- 12 Kelsey White US
- 13 Daniela Passoni MV
- 14 Tumaini Macdonell US
- 15 Yanah Gerber US

Gruppspel
| Pos | Lag            | S | V | StrV | StrF | F | GM | IM | MS  | P | Kvalificering            |
| --- | -------------- | - | - | ---- | ---- | - | -- | -- | --- | - | ------------------------ |
| 1   | Italien        | 3 | 3 | 0    | 0    | 0 | 59 | 21 | +38 | 9 | Kvartsfinal              |
| 2   | Kanada         | 3 | 2 | 0    | 0    | 1 | 52 | 19 | +33 | 6 | Slutspel                 |
| 3   | Storbritannien | 3 | 1 | 0    | 0    | 2 | 29 | 47 | −18 | 3 | Slutspel                 |
| 4   | Sydafrika      | 3 | 0 | 0    | 0    | 3 | 10 | 63 | −53 | 0 | Semifinal om plats 13–16 |

## Öppet vatten-simning
Herrar
| Idrottare        | Gren  | Tid       | Placering |
| ---------------- | ----- | --------- | --------- |
| Connor Albertyn  | 5 km  | 55.19,7   | 47        |
| Rossouw Venter   | 5 km  | 57.40,8   | 63        |
| Henré Louw       | 10 km | 1:54.33,1 | 53        |
| Ruan Breytenbach | 10 km | 1:54.41,2 | 58        |

Damer
| Idrottare      | Gren  | Tid       | Placering |
| -------------- | ----- | --------- | --------- |
| Amica de Jager | 5 km  | 59.04,0   | 22        |
| Amica de Jager | 10 km | 1:58.38,6 | 27        |
| Tory Earle     | 5 km  | 59.06,3   | 25        |
| Callan Lotter  | 10 km | 2:00.07,9 | 29        |

Mixat
| Idrottare                                                    | Gren       | Tid       | Placering |
| ------------------------------------------------------------ | ---------- | --------- | --------- |
| Ruan Breytenbach Callan Lotter Amica de Jager Rossouw Venter | Lagtävling | 1:08.42,0 | 15        |